# Арарат-1
Арарат-1 (англ. Ararat-1) —  пещера, располагающаяся на высоте 1034 м над уровнем моря на восточных склонах Араратской впадины в центральной Армении. На месте сохранились стратифицированные литические артефакты и фаунистические комплексы, что делает его идеальным для исследования местных условий окружающей среды и поведения гомининов в регионе.    

## Описание
Пещера представляет собой субгоризонтальный проход с максимальной известной длиной около 6 м, шириной от 4 м у входа до 1 м в задней части пещеры и высотой около 4 м от поверхности пещеры. Хотя пещерные системы в этой области ещё не были систематически нанесены на карту, было высказано предположение, что Арарат-1 является частью более обширной карстовой системы, которая простирается вдоль северо-восточной окраины Араратской впадины.

## Исследование
В то время как верхние слои пещеры Арарат-1 испытали постдепозитационные нарушения из-за фаунистических и антропогенных процессов, нижние слои остаются относительно нетронутыми. Предполагается, что в течение стабильного периода в пределах MIS 3, Арарат-1 был заселен среднепалеолитическими гомининами. 
Эти гоминины использовали местные и отдаленные исходные материалы для изготовления орудийного камня, что указывает на их способность адаптироваться к различным экологическим и высотным градиентам.  